# Caenotus tanyrhynchus
Caenotus tanyrhynchus är en tvåvingeart som beskrevs av Metz 2003. Caenotus tanyrhynchus ingår i släktet Caenotus och familjen fönsterflugor. Inga underarter finns listade i Catalogue of Life.